# Grupo Santa Helena
Grupo Santa Helena fue el nombre atribuido por el crítico Sérgio Milliet a los pintores que, a partir de mediados de los años treinta, se reunían en los ateliers de Francisco Rebolo y Mario Zanini. Los talleres estaban situados en un edificio de la Praça da Sé, en la ciudad de São Paulo, denominado Palacete Santa Helena. Este edificio fue demolido en 1971, cuando se construyó la estación del Metro.
El Grupo Santa Helena se formó de espontáneamente, sin mayores pretensiones y ningún compromiso conceptual. La mayoría era formada por inmigrantes italianos, como Alfredo Volpi y Fulvio Pennacchi; o hijos de inmigrantes italianos como Aldo Bonadei, Alfredo Rizzotti, Mario Zanini y Humberto Rosa; o españoles, como Francisco Rebolo; o portugueses, como Manuel Martins.
Eran todos de origen humilde y, para sobrevivir, ejercían actividades artesanales y proletarias. Rébolo, Volpi e Zanini eran decoradores, pintores de paredes; Clóvis Graciano era ferroviario; Fulvio Penacchi era dueño de una carnicería; Aldo Bonadei era figurinista y bordador; Rizzotti era mecánico y tornero; Manuel Martins era orfebre; Rébolo era futbolista; y Humberto Rosa y Pennacchi eran profesores de dibujo. La pintura era practicada en los fines de semana o en los momentos de descanso.
La mayor parte de ellos frecuentó el Liceu de Artes e Ofícios o la Escola Profissional Masculina do Brás. Sin embargo, conscientemente o no, reducían ese aprendizaje a las técnicas de pintura y dibujo y no a las orientaciones académicas de orden formal.
En esa época, algunas asociaciones de pintores fueron constituidas en São Paulo, como la Sociedad Pró-Arte Moderna (SPAM) y el Club de los Artistas Modernos (CAM), englobando los participantes de la Semana de 22. Esos grupos eran formados por intelectuales y miembros de la élite paulistana, que mantenían enorme distancia en relación con los integrantes del Santa Helena e de otros núcleos proletarios, de los cuales tenían poco o ningún conocimiento.
La unión del grupo, que perduró por muchos años, puede ser explicada como reacción al enorme preconcepto existente en relación con los inmigrantes pobres, por parte no solo de las élites formadas por familias brasileñas, sino que también por parte de los inmigrantes que ya habían hecho fortuna en el Brasil. Ese preconcepto quedó evidente en innumerables críticas que surgían al trabajo del Grupo, principalmente cuando comenzaron a atraer atención y amenazar posiciones ya definidas.
Con excepción de los que ya habían estudiado en Europa, como Pennacchi, Rizzotti y Bonadei, el contacto de los integrantes del Grupo con la producción artística de allá era bastante precario y obtenido con profesores en Brasil. Bonadei estudió con Pedro Alexandrino, Antonio Rocco y Amadeo Scavone; Graciano fue alumno de Waldemar da Costa y Zanini estudió con Georg Elpons.
La perseverancia del grupo, que continuaba en la lucha por la supervivencia, despertaba el interés y acogía a nuevos amigos y colaboradores. Así, con el tiempo, el local pasó a ser el punto de encuentro de muchos otros artistas.
El mayor mérito del Grupo Santa Helena fue haber revelado algunos de los más importantes artistas plásticos brasileños del siglo XX.

## Exposiciones
En 1937 fue realizada una exposición de la llamada "Familia Artística Paulista", agregando un conjunto de artistas e incluyendo todo el Grupo Santa Helena que, de ese modo, presentaron sus trabajos al público por primera vez. A partir de entonces, el Grupo se hizo conocido y despertó el interés de Mário de Andrade, que en ellos identificó una "escuela paulista".
En 1940, la Exposición de Pintores Franceses presentando Cézanne, Picasso, Braque y Gris, entre otros, causó enorme impacto y comenzó a redirigir los caminos de varios integrantes del Grupo, y a la distancia en la temática o en los aspectos formales.
- Datos: Q5612259